# 牧野貞隆
牧野 貞隆（まきの さだたか）は、江戸時代中期の日向国延岡藩の世嗣。

## 略歴
牧野貞通の次男として誕生した。幼名は富五郎。
元文4年6月（1739年）に、初め延岡藩嗣子であった兄の忠敬が宗家にあたる越後国長岡藩主・牧野忠周の養嗣子となったため、繰り上がりで延岡藩嫡子となる。
寛保元年（1741年）に12歳で早世した。代わって、弟の貞長が嫡子となった。